# Canales (Castiglia e León)
Canales è un comune spagnolo di 57 abitanti situato nella comunità autonoma di Castiglia e León.